# Серадзские говоры
Се́радзские го́воры (пол. gwary sieradzkie) — говоры малопольского диалекта, распространённые в южной, западной и центральной частях Лодзинского воеводства, а также в ряде соседних с Лодзинским районах Великопольского и Силезского воеводств Польши (на территории бывшего Серадзского воеводства 1339—1793 годов). Включаются вместе с ленчицкими в состав ленчицко-серадзской группы говоров. Расположены на границах ареалов малопольского, великопольского, силезского и мазовецкого диалектов, совмещая в своей языковой системе те или иные черты соседних диалектных регионов.
К основным диалектным признакам серадзских говоров относят такие, как озвончающий тип межсловной фонетики (сандхи), наличие мазурения (непоследовательного и лексикализованного в настоящее время), распространение таких континуанитов суженных гласных как é > y/і, á > o, узкое произношение континуантов древнепольских носовых гласных ę > y/yN, i/iN, ą > u и другие.

## Классификация
Серадзские говоры, область распространения которых находится в центральных районах Польши на периферии четырёх основных польских диалектных массивов, малопольского, великопольского, силезского и мазовецкого, представляют собой (вместе с ленчицкими) переходный диалектный ареал. Из-за сочетания в серадзских говорах разнодиалектных черт польские диалектологи классифицируют принадлежность их к диалектным единицам более высокого уровня по-разному. К малопольскому диалекту серадзкий ареал относят, в частности, К. Нич, З. Штибер, С. Урбанчик и Эугениуш Павловский. К великопольскому диалекту его причисляют К. Дейна и Мария Каминьская. Часть серадзского ареала, главным образом, велюньские говоры, относят также к силезскому диалекту.

## Особенности говоров

### Фонетика
К основным фонетическим особенностям серадзского диалектного ареала относят:
1. Озвончающий тип межсловной фонетики (сандхи)
2. Наличие мазурения.
3. Переход исторической суженной гласной é в гласную y после твëрдых согласных и гласную і после мягких согласных: chlyb «хлеб», kobita «женщина».
4. Переход исторической суженной гласной á в гласную o: jo «я», śniodanie «завтрак».